# 約西皮夫卡 (巴拉尼夫卡區)
50°18′55″N 27°34′53″E / 50.31528°N 27.58139°E
約西皮夫卡（烏克蘭語：Йосипівка）是烏克蘭北部的村莊，隸屬日托米爾州的茲維亞赫爾區。該村始建於1601年，面積10.98平方公里，海拔高度236米，2001年人口337，人口密度每平方公里30.68人。